# Lễ hội quốc tế về nhạc đại phong cầm và nhạc thính phòng tại Leżajsk

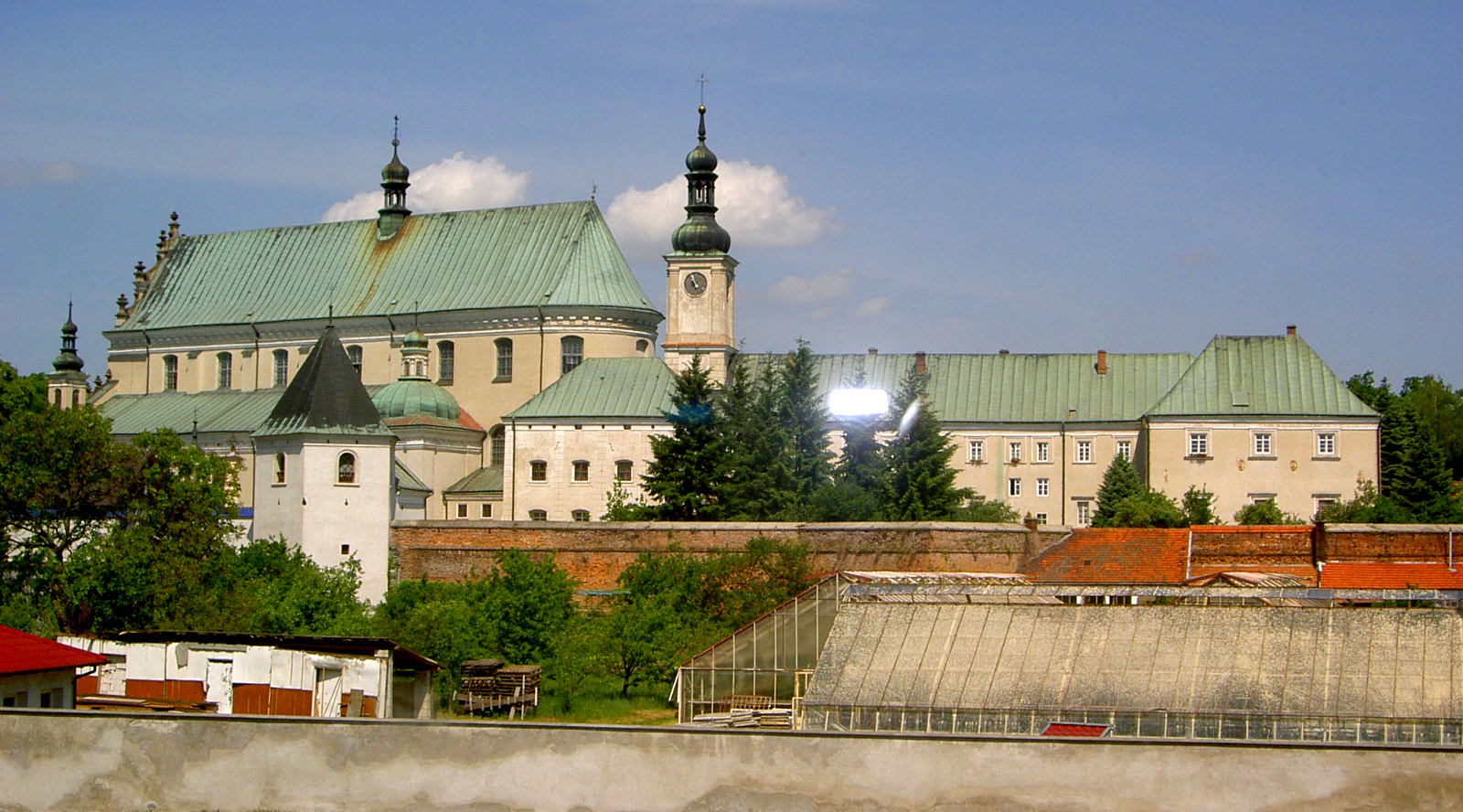
Vương cung thánh đường ở Leżajsk - nơi diễn ra lễ hội

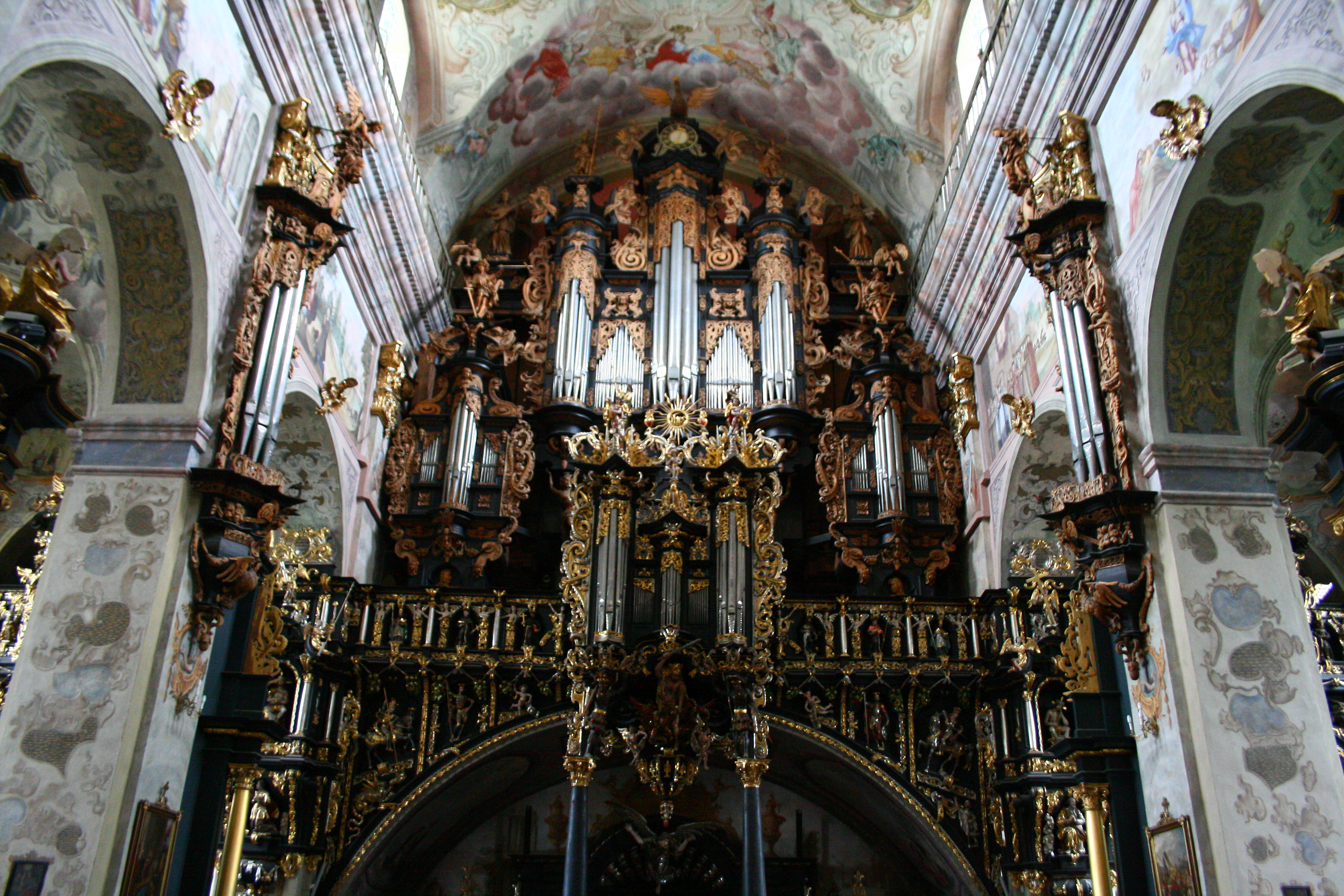
Đại phong cầm Leżajskie

Lễ hội quốc tế về nhạc đại phong cầm và nhạc thính phòng tại Leżajsk (tiếng Ba Lan: Międzynarodowy Festiwal Muzyki Organowej i Kameralnej w Leżajsku) là lễ hội nhạc đại phong cầm và nhạc thính phòng diễn ra tại Vương cung thánh đường cha Bernardine ở Leżajsk, từ tháng 6 đến tháng 8 thường niên.
Mỗi năm, vài chục nghệ sĩ nổi tiếng thế giới từ Ba Lan và nước ngoài tham gia lễ hội. Mỗi năm, hơn 1 chục buổi hòa nhạc diễn ra tại lễ hội, tập hợp rất đông những khán giả đến nỗi lấp đầy không gian vương cung thánh đường. Lễ hội quốc tế về nhạc đại phong cầm và nhạc thính phòng tại Leżajsk lần đầu tiên diễn ra vào năm 1992 như là một phần của lễ hội Hòa nhạc Đại phong cầm thứ 2 - Stalowa Wola, và lần tổ chức thứ 2 cũng có ý nghĩa tương tự. Đến lần tổ chức thứ 3 thì lễ hội nằm trong khuôn khổ là một phần trong Liên hoan nhạc quốc tế về nhạc đại phong cầm và nhạc thính phòng Radom-Orońsko (năm 1994). Đến năm 1997, lễ hội trở thành một sự kiện độc lập, là một trong những sự kiện nghệ thuật quan trọng nhất của quốc gia Ba Lan.